# New York Film Critics Online Awards 2016
16. ročník předávání cen New York Film Critics Online se konal dne 11. prosince 2016.

## Nejlepších deset filmů
- Moonlight

- Za každou cenu
- La La Land
- Místo u moře
- Příchozí
- Jackie
- Loving
- Ploty
- Boj za svobodu
- Já, Daniel Blake
- O.J.: Made in America
- Toni Erdmann

## Vítězové

### Nejlepší film
- Moonlight

### Nejlepší režisér
- Barry Jenkins – Moonlight

### Nejlepší první film
- Robert Eggers  – Čarodějnice

### Nejlepší scénář
- Barry Jenkins – Moonlight

### Nejlepší herec v hlavní roli
- Casey Affleck – Místo u moře

### Nejlepší herečka v hlavní roli
- Isabelle Huppert – Elle

### Nejlepší herec ve vedlejší roli
- Mahershala Ali – Moonlight

### Nejlepší herečka ve vedlejší roli
- Viola Davis – Ploty

### Nejlepší dokument
- 13th

### Nejlepší cizojazyčný film
- Komorná

### Nejlepší animovaný film
- Kubo a kouzelný meč

### Nejlepší kamera
- James Laxton – Moonlight

### Objev roku
- Ruth Negga – Loving

### Nejlepší obsazení
- Moonlight

### Nejlepší použití hudby
- Justin Hurwitz – La La Land